# Naponski aktivni električni izvor
Električnim izvorom općenito smatramo svaku napravu ili sustav koji stvaraju tzv. elektromotornu silu na svojim izlaznim priključnicama. U elektrotehnici, elektronici i drugdje stvarne električke izvore prikazujemo nadomjesnim pojednostavljenim naponskim ili strujnim električnim izvorima.

## Aktivni električni izvor istosmjernog napona
Aktivnim električnim izvorima u širem smislu nazivamo električne izvore koji sadrže aktivne elektroničke komponente s posebnim dinamičkim svojstvima. Aktivni naponski izvor predstavlja u tom smislu aktivni električni izvor s poželjno što manjim unutarnjim otporom koji na svojem izlazu treba dati praktički konstantan električni napon (u daljnjem tekstu: napon, struja, otpor i td.), koji će u što manjoj mjeri ovisiti i o opterećenju i o eventualnim promjenama napona napajanja sklopa (napona elektične mreže). Aktivni naponski izvor relativno je jednostavno izvesti ako se radi o istosmjernom naponu. U tu svrhu koristimo aktivne elemente s malim dinamičkim otporom ili elektroničke sklopove s odgovarajućim svojstvima. Kod aktivnih izvora izmjeničnog napona prilike su daleko složenije i uključuju znatno kompleksniju izvedbu.

## Aktivni naponski izvor sa Zener diodom
Naponski izvor sa Zener didom (često nazvan i stabilizatorom napona s Zener didom, slika desno) najjednostavnija je moguća izvedba takva izvora i može poslužiti svugdje gdje postoji veći istosmjerni napon od onog koji je potreban. Nedostatak konstrukcije je značajan utrošak energije i u uvjetima kada naponski izvor nije opterećen. Unutarnji otpor naponskog izvora je u okviru ove konstrukcije praktički jednak dinamičkom otporu Zener diode, a sama konstrukcija je izvedena na način da znatno umanjuje utjecaj promjena napona VS na struju kroz opterećenje (R2). Ova vrst naponskih izvora koristi se tamo gdje je opterećenje izvora relativno vrlo malo, odnosno tamo gdje je opteretni otpor velik. Uz poznavanje uvjeta kojima valja udovoljiti naponski izvor s Zener diodom i na temelju poznatih veličina lako se može izračunati i nazivna vrijednost otpora R1:
{\displaystyle R_{1}={\frac {V_{S}-V_{Z}}{I_{Z}+I_{R_{2}}}}\ ,}
gdje je VZ napon zener diode, a IZ istosmjerna struja koja teče kroz Zener diodu. Gubitak snage u strujnom krugu posljedica je disipacije na Zener diodi
P=VZ•IZ (W). U namjeri da se postigne odgovarajuća stabilizacija napona, struja koja teče kroz Zener diodu mora biti nešto veća od predviđene maksimalne istosmjerne struje kroz opterećenje (otpor R2.
Aktivni naponski izvori sa Zener diodom mogu na svom izlazu dati struju od kojih 10-30 mA uz nazivni napon reda veličine do desetak ili nešto više volti što ovisi prvenstveno o karakteristikama opteretivosti Zener diode. 
Složenije izvedbe stabilizatora izvedene su s jednim ili više tranzistora ili operacionim pojačalima te mogu podnijeti mnogostruko veća opterećenja uz praktički po volji velik nazivni napon stabilizatora.

## Stabilizator napona s jednim tranzistorom
Naponske aktivne električne izvore, kada imaju namjenu izvora napona za napajanje drugih uređaja, redovito nazivamo stabilizatorima napona. Na slici lijevo prikazano je idejno rješenje stabilizatora napona s jednim tranzistorom, gdje stabilizator izveden tranzistorom može podnijeti znatno veća opterećenja u odnosu na sklop izveden samo sa Zener diodom. Kako napon u radnom području Zener diode D1 i napon {\displaystyle U_{be}} tranzistora vrlo malo ovise o veličini električne struje kroz njih, napon na izlazu sklopa {\displaystyle U_{out}} će vrlo malo ovisiti o opterećenju {\displaystyle R_{L}}  i promjenama ulaznog istosmjernog napona.
Kako je izlazna struja jednaka:
{\displaystyle I_{out}={\frac {U_{out}}{R_{L}}},}
struja kroz otpornik {\displaystyle R_{V}} bit će jednaka zbroju struja kroz diodu D1 i bazu tranzistora:
{\displaystyle I_{V}=I_{D1}+I_{b}=I_{D1}+{\frac {I_{out}}{h_{FE}}},}
gdje je {\displaystyle {h_{FE}}} dinamičko strujno pojačanje tranzistora koje treba biti što veće. U uvjetima gdje kroz opterećenje teče najveća struja, kroz Zener diodu teče najmanja struja koja je dovoljna da radnu točku održava u području strmog dijela {\displaystyle U_{Z}}/{\displaystyle I_{Z}} karakteristike (kojih 1-2 mA). Uz poznatu jakost struje kroz otpor {\displaystyle R_{V}}, može se naći i vrijednost samog otpora {\displaystyle R_{V}}:
{\displaystyle {R_{V}}={\frac {U_{in}-U_{D1}}{I_{V}}}.}
U sklopu treba predvidjeti da je ulazni napon dovoljno velik u odnosu na izlazni napon sklopa te da je nazivni napon Zener diode otprilike za nekih 0.6 V veći od napona  {\displaystyle U_{out}} koji se očekuje na izlazu sklopa. Izabere li se tranzistor odgovarajuće disipacije, ovakav sklop može na svom izlazu dati struju jakosti i više od jednog ampera.

## Upravljani naponski električni izvori
Aktivne naponske električne izvore u užem smislu čine elektronički sklopovi izvedeni aktivnim elektroničkim elementima sa svojstvom pojačanja, gdje je napon izvora neposredno ovisan o ulaznom naponu ili, općenito, struji na način da je
{\displaystyle U_{izl}=f(U_{ul})\,}
odnosno da je
{\displaystyle U_{izl}=f(I_{ul})\,}

### Operaciono pojačalo kao upravljan aktivni naponski elektični izvor
Operacijsko pojačalo  je dobar primjer naponski upravljanog aktivnog električnog izvora, gdje operacijsko pojačalo možemo razmatrati kao četveropol s dvije ulazne i dvije izlazne priključnice. Izlazni napon takva četveropola neposredno ovisi o ulaznom naponu, gdje je naponsko pojačanje {\displaystyle A_{V}} mjera takve ovisnosti:
{\displaystyle u_{izl}=A_{V}u_{ul}.\,}
Kako je unutarnji (izlazni) otpor operacijskog pojačala redovito znatno manji od otpora opterećenja, operacijsko pojačalo ima sve karakteristike naponskog električnog izvora. Operaciono pojačalo kao upravljani aktivni naponski električni izvor ima brojne primjene od regulacijske tehnike i različitih pojačala pa sve do sklopova za oblikovanje i generiranje različitih oblika napona.

### Elektronska cijev kao upravljan aktivni naponski električni izvor
Elektronsku cijev primarno smatramo
strujnim aktivnim izvorom gdje istosmjerna anodna struja ovisi o ulaznom naponu koji se pojavljuje između rešetke i katode elektronske cijevi.  Razmatramo li takvu ovisnost za izmjenične napone i struje možemo zapisati da je:
{\displaystyle {i_{a}}=Su_{ul},\,}
gdje je S strmina elektronske cijevi (mA/V). Međutim, elektronska cijev trioda je aktivni električni element s relativno malim
dinamičkim unutarnjim otporom te se u nadomjestnim strujnim krugovima vrlo često prikazuje kao naponski upravljan izvor napona:
{\displaystyle {u_{a}}=\mu u_{ul}\,}
unutarnjeg otpora :
{\displaystyle R_{i}=\left|{\frac {\vartriangle U_{a}}{\vartriangle I_{a}}}\right|_{U_{g}=konst}}
gdje je naponsko pojačanje eletronske cijevi određeno kao:
{\displaystyle \mu =\left|{\frac {\vartriangle U_{a}}{\vartriangle U_{g}}}\right|_{I_{a}=konst}}
gdje je {\displaystyle \vartriangle U_{a}\,} promjena anodnog napona za {\displaystyle \vartriangle U_{g}\,} malu promjenu napona rešetke u okolini radne točke elektronske cijevi uz konstantnu anodnu struju, gdje odgovarajući odnosi vrijede i za pojam unutarnjeg otpora elektronske cijevi.

## Primjena
Upravljani električni izvori od iznimne su važnosti na području elektronike jer čine nezamjenljivu osnovicu izvedbe nebrojenih elektroničkih sklopova i uređaja. U primjeni su daleko brojniji upravljani izvori gdje je napon izvora neposredno ovisan o promjeni napona na ulazu kao što je to na primjer kod operacijskog pojačala.